# Орден Короны (Бруней)
Почётнейший орден Короны Брунея (Darjah Sri Paduka Mahkota Brunei Yang Amat Mulia) – государственная награда Султаната Бруней.

## История
Орден Короны Брунея был учреждён 1 марта 1954 года султаном Омаром Али Сайфуддином III для вознаграждения граждан за заслуги перед султаном и государством.

## Степени
Орден имеет три класса:
- Великий командор (SPMB) – знак ордена на цепи и звезда на левой стороне груди.
- Командор (DPMB) – знак ордена на чрезплечной ленте и звезда на левой стороне груди.
- Компаньон (SMB) – знак ордена на шейной ленте.

## Описание
Знак ордена представляет из себя восьмиконечную звезду, лучи которой формируются из сгруппированных по пять разновеликих двугранных лучиков, окружённых отступающей геометрической каймой. В центре круглый медальон с широкой каймой чёрной эмали. В медальоне изображение короны кронпринца Брунея. По кайме надпись на арабском языке.
Знак ордена при помощи кольца крепится к орденской цепи или орденской ленте.
Орденская цепь состоит из звеньев, соединённым между собой двойными цепочками. Центральное звено, к которому крепится знак ордена представляется собой резную эмблему Брунея периода 1950-1959 годов покрытую цветными эмалями. Остальные перемежаясь друг с другом звенья нескольких типов: восьмиугольные прорезные звенья с бортиком чёрной и белой эмали с изображением короны кронпринца Брунея, с двумя перекрещенными саблями, с двумя перекрещенными флажками; в виде эмблемы Брунея периода 1950-1959 годов.
Звезда ордена восьмиконечная, лучи которой формируются из пяти разновеликих двугранных лучиков. Между группами лучей по одной заострённому лучику, покрытому чёрной эмалью. В центре звезды круглый медальон с широкой каймой чёрной эмали. В медальоне эмблема Брунея периода 1950-1959 годов — флажка, королевского зонтика, крыльев и полумесяца. На кайме надпись на арабском языке.
 Орденская лента жёлтого цвета с белой и чёрной полосками по краям.

## Галерея

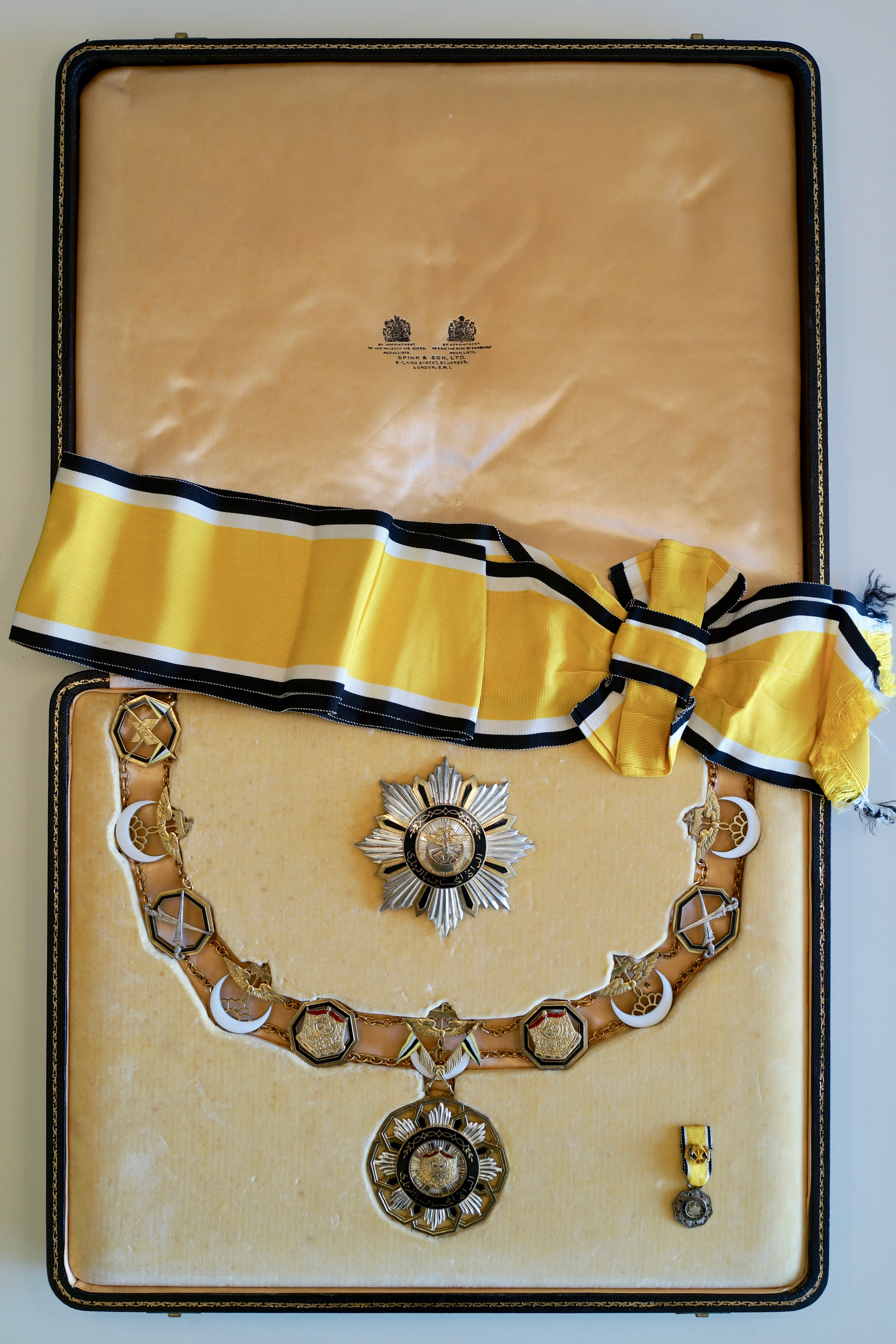
Инсигнии ордена класса Великого командора
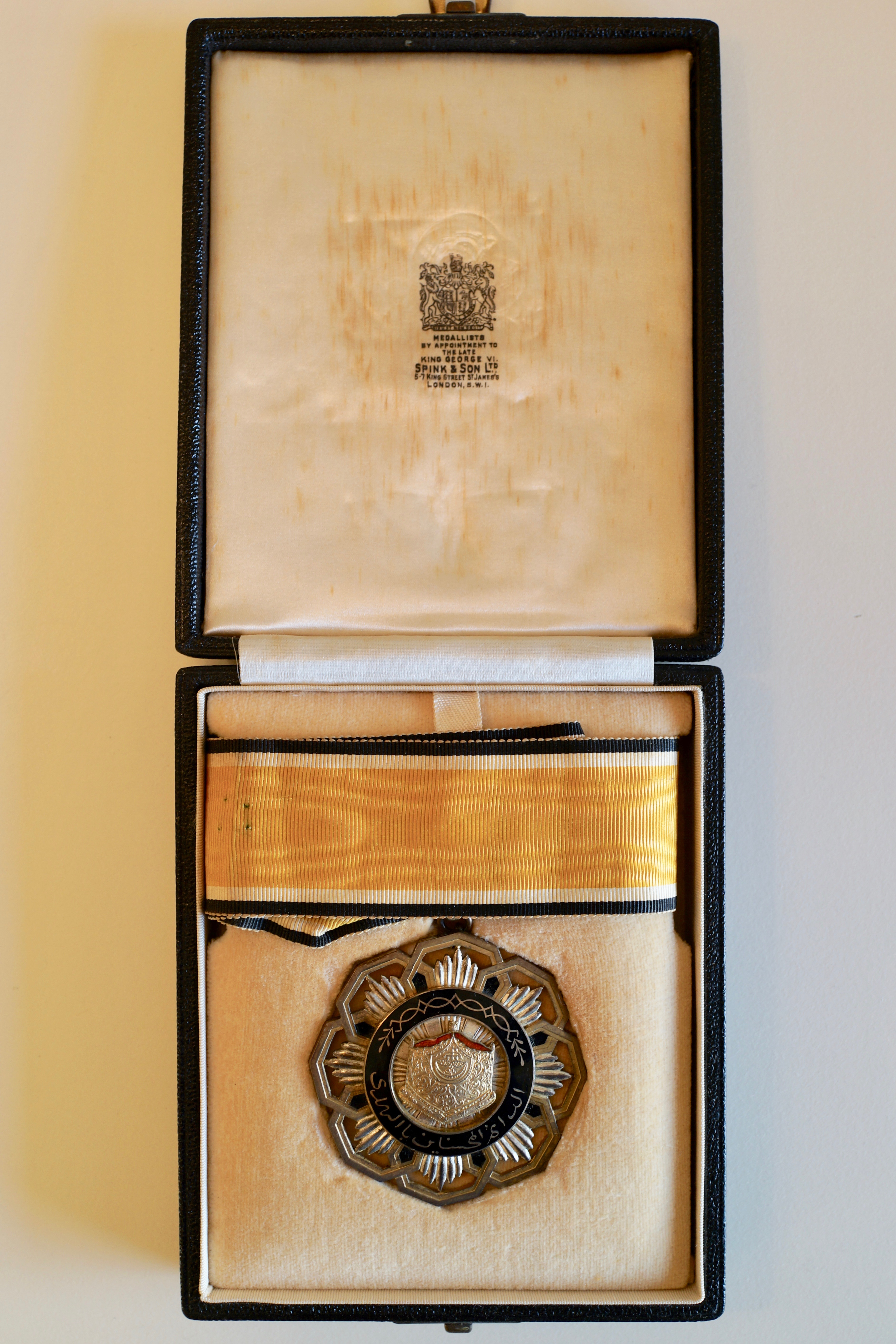
Инсигнии ордена класса Компаньона